# 黃麴毒素

(–)-黃麴毒素B1結構式

黃麴毒素（英語：Aflatoxin），也稱作黃麴黴素、黄曲霉毒素，是一種有強烈生物毒性的化合物，常由黄曲霉及寄生麴黴等另外几种黴菌在黴變的穀物中產生，如大米、豆類、花生等，是目前為止最強的致癌物質。因為該毒素要加熱至280摄氏度以上才開始分解，所以一般的烹調食物方式不能破壞其結構。進入體內后，黃麴毒素主要在肝臟內代謝，產生活性環氧化中間產物或羥基化，最終生成毒性較低的黃麴毒素M1。黃麴毒素為1類致癌物。

## 簡介
自然界中至少存在14種黃麴毒素，主要有B1、B2、G1與G2等4種，當中又以B1的毒性最強，黃麴黴及寄生麴黴均可產生，可導致肝損傷、免疫抑制甚至肝癌。黃麴毒素G1及G2僅由寄生麴黴產生。虽然麯黴菌出現在食物中並不一定意味著存在達到有害劑量的黃麴毒素，但是其在消化過程中確有顯而易見的危險。黃麴毒素M1及M2最早在飼喂黴爛穀粒的奶牛所產牛奶中發現，它們是其它黃麴毒素在動物肝臟中轉變的產物。然而，黃麴毒素M1亦在寄生麴黴的發酵培養基中發現。
- 黃麴毒素B1及B2，為黃麴黴（Aspergillus flavus）及寄生麴黴（Aspergillus parasiticus）產物。
- 黃麴毒素G1及G2，為寄生麴黴產物。
- 黃麴毒素M1，為黃麴毒素B1在人類及動物的代謝產物，毫微克數量級即可進入乳汁中。
- 黃麴毒素M2，為黃麴毒素B2在投喂過污染飼料的牛的牛奶中的代謝產物[6]。
- 黃麴毒醇（Aflatoxicol）
- 黃麴毒素Q1（AFQ1），為黃麴毒素B1在其他高等脊椎動物的肝臟體外標本的代謝產物[7]。

## 化學性質
黃麴毒素易溶于氯仿、甲醇，不溶於水、正己烷、石油醚及乙醚。耐熱，在一般烹調及加工的溫度下很難被破壞，280℃發生裂解，可為強鹼、強氧化劑所破壞。在氫氧化鈉溶液中內酯環開環為香豆素鈉鹽溶於水。在紫外照射下，可產生螢光，激發光λem365 nm時，B族產生蓝色螢光（λem425 nm），G族產生綠色螢光（λem450 nm）。均為右旋。

## 毒理
以毒性最強的黃麴毒素B1為例，其經人體吸收循環至肝臟後，由細胞色素P450（如CYP3A4、CYP1A2、CYP2A13）代謝，
主要有三種途徑：
1. 去甲基化
2. 羥基化
3. 環氧化

其中環氧化會形成致突變性最強的2,3-環氧黃麴毒素（2,3-Epoxy Aflatoxin，或叫Aflatoxin 8,9-epoxide），可和DNA中的鳥嘌呤（Guanine）形成脱氧核糖核酸加合物（8, 9-dihydro-8 （N7guanyl）-9-hydroxy-AFB1，簡稱AFB1 N7-Gua），可導致DNA受損如雙股斷裂（DSB），使肝細胞凋亡，也可能導致DNA突變。
其中，腫瘤抑制蛋白P53基因突變（TP53 mutation）是常見的癌症發生原因，例如突變熱點密碼子249發生置換（由鳥嘌呤（G）轉為胸腺嘧啶（T）），這將使精氨酸（Arg）被絲氨酸（Ser）取代（249Ser），這種突變可在50%的肝癌案例上發現。

## 食安

### 含量
浓度一般以ppb或μg/kg计算。ppb即十亿分比，因此两者等效。

#### 美国
美國食品藥物管理局設定的最高限量叫做“行动浓度”（Action Level），即达到这一浓度就須要采取行动把受污染的食品退市。
| 种类                                                                                    | 行动浓度 (ppb)          |
| --------------------------------------------------------------------------------------- | ----------------------- |
| 用于最终喂肥肉牛的玉米和花生产品                                                        | 300                     |
| 用于牛、猪或家禽的棉籽粕（不分年龄或繁殖状态）                                          | 300                     |
| 用于100磅以上育肥猪的玉米和花生制品                                                     | 200                     |
| 用于种牛、种猪或成年家禽的玉米和花生制品                                                | 100                     |
| 用于幼年动物的玉米、花生制品和其他动物饲料及饲料原料（不含棉籽粕）                      | 20                      |
| 用于以下用途的玉米、花生制品、棉籽粕和其他饲料原料：奶畜、未指定物种/用途、未知预期用途 | 20                      |
| 巴西坚果                                                                                | 20                      |
| 食品（一般）                                                                            | 20                      |
| 牛奶                                                                                    | 0.5（只测黄曲霉毒素M1） |
| 花生及花生制品                                                                          | 20                      |
| 开心果                                                                                  | 20                      |

#### 臺灣
目前臺灣食品衛生標準裡，針對食品中真菌毒素限量標準如下：
| 食品種類                     | 總黃麴毒素限量 （包括Aflatoxin B1，B2，G1，G2） |
| ---------------------------- | ----------------------------------------------- |
| 花生、玉米                   | 15 ppb 以下                                     |
| 米、高粱、豆類、麥類及堅果類 | 10 ppb 以下                                     |
| 食用油脂                     | 10 ppb 以下                                     |
| 鮮乳                         | 0.5 ppb 以下（以M1計）                          |
| 乳粉                         | 5.0 ppb 以下（以M1計）                          |
| 其他食品                     | 10 ppb 以下                                     |

#### 中国
| 食品種類 | 黃麴毒素B1限量，μg/kg |
| --- | --------------------- |
| 玉米、玉米面（渣、片）及玉米制品                                                                               | 20                    |
| 稻谷、糙米、大米                                                                                               | 10                    |
| 小麦、大麦、其他谷物；小麦粉、麦片、其他去壳谷物                                                               | 5                     |
| 发酵豆制品 | 5                     |
| 花生及其制品                                                                                                   | 20                    |
| 其他熟制坚果及籽类                                                                                             | 5                     |
| 植物油脂（花生油、玉米油除外）                                                                                 | 10                    |
| 花生油、玉米油                                                                                                 | 20                    |
| 酱油、醋、酿造酱                                                                                               | 5                     |
| 婴幼儿配方食品、婴幼儿谷类辅助食品、特殊医学用途配方食品、辅食营养补充品、运动营养食品、孕妇及乳母营养补充食品 | 0.5                   |
| 僵蚕（中药材）                                                                                                 | 5                     |

| 食品種類                                                                                   | 黃麴毒素M1限量，μg/kg |
| ------------------------------------------------------------------------------------------ | --------------------- |
| 乳及乳制品                                                                                 | 0.5                   |
| 婴幼儿配方食品、特殊医学用途配方食品、辅食营养补充品、运动营养食品、孕妇及乳母营养补充食品 | 0.5                   |

| 食品種類       | 總黃麴毒素限量（B1，B2，G1，G2），μg/kg |
| -------------- | --------------------------------------- |
| 僵蚕（中药材） | 10                                      |

1. ↑  稻谷以糙米计
2. 1 2 3  以大豆及大豆蛋白制品为主要原料的产品（但是特殊医学用途婴儿配方食品无此限制，全数计入）
3. 1 2  只限于含谷类、坚果和豆类的产品
4. ↑  乳粉折算鲜乳计算
5. 1 2  以乳类及乳蛋白制品为主要原料的产品（但是特殊医学用途婴儿配方食品无此限制，全数计入）
6. 1 2  只限于含乳类的产品

另有《饲料卫生标准》（GB 13078-2017）。

#### 香港
香港對食品中黄曲霉素的含量亦有規管。

### 檢測

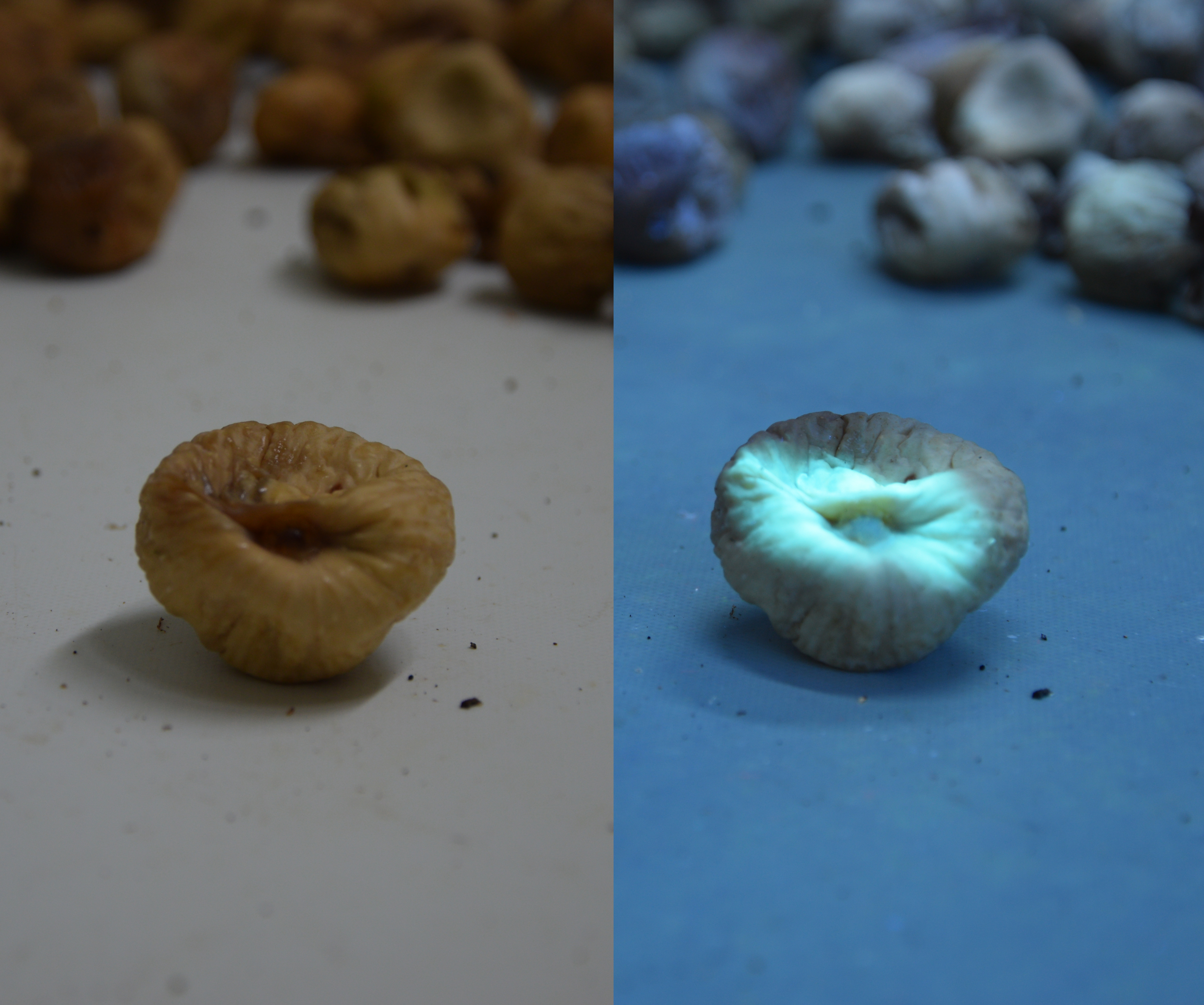
黄曲霉素发荧光，所以严重的污染用紫外线灯就能看到。

常用檢測方法有：
- 薄層色譜法
- 酶聯免疫吸附試驗法
- 免疫親和柱螢光法
- 免疫親和柱高效液相色譜法

### 事故

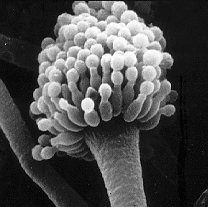
電子顯微鏡下的薰煙麴菌（Aspergillus fumigatus）

- 2008年11月香港的奇華芝麻椰絲鳳凰卷被驗出毒素[16]。
- 2008年12月，台灣發生流浪狗收容中心的狗食用狗飼料後因毒性肝病大量暴斃，該飼料被驗出毒素[17]。
- 2011年12月中國大陸国家质检总局抽查發現蒙牛集团、長富純2種產品黃曲霉毒素M1項目不符合標準的規定。其中蒙牛乳业（眉山）有限公司的一批次产品被检出黄曲霉素M1含量超标140%。[18]詳見「2011年中国奶制品致癌物超标事件」。

## 预防
防止黃麴毒素污染的首要方式是防止黃麴滋生。黴菌可以在收穫前或儲存期間殖民和污染食品，特別是在長期暴露於高濕度環境或乾旱等壓力條件下。由於氣候變化為這些黴菌創造了更好的生長條件，玉米等作物的黃麴毒素污染正在增加。
黄曲霉的天然栖息地是土壤、腐烂的植被、干草和正在发生微生物变质的谷物中，但只要条件适合其生长，它就会侵入各种有机基质。产生黄曲霉毒素的有利条件包括高水分含量（至少7%）和55至104 °F（13至40 °C）的温度（最适温度27至30 °C（81至86 °F））。
在商業商品供應鏈中實施食品安全是限制食品供應中黃麴毒素風險的主要方法，例如拒絕在食品加工业工廠使用發霉的穀物，並在將配料加入混合物之前對批次配料進行黃麴毒素含量測試。監管機構（如美國食品藥品監督管理局）對可接受水平設定限制。穀物乾燥本身，在許多地區是聯合收割機收穫必不可少的過程，通過防止儲存穀物一開始就過於潮濕，為這項工作奠定了基礎。
较少证据表明在中低收入國家开展農業和營養教育可以減少人民对黃麴毒素的暴露。
一項在肯尼亚和马里進行的研究發現，当地玉米乾燥和儲存的主要做法不足以將黃麴毒素暴露降至最低。未經殺真菌劑處理的有機作物可能更容易受到黃麴毒素污染。

## 另見
- 赭麴黴毒素

## 外部連結
- Detailed information on mycotoxins （页面存档备份，存于）
- Pure Aflatoxin standards （页面存档备份，存于）